# Erik Fredriksson
Erik Fredriksson, född 13 februari 1943 i Tidaholm, är en svensk före detta fotbollsdomare. 
Fredriksson var huvuddomare i fyra stycken VM-matcher: Jugoslavien mot Nordirland i VM 1982; Bulgarien mot Italien (turneringens öppningsmatch) och Sovjetunionen mot Belgien i VM 1986; och Argentina mot Sovjetunionen i VM 1990 där han från tre meters håll missade en handsräddning av Diego Maradona.
Fredriksson var även domare i matchen mellan Belgien och Jugoslavien i den första omgången av EM 1984 i Lens där Belgien vann.